# Miguel Alemán, Xicoténcatl
Miguel Alemán är en ort i Mexiko.   Den ligger i kommunen Xicoténcatl och delstaten Tamaulipas, i den centrala delen av landet, 400 km norr om huvudstaden Mexico City. Miguel Alemán ligger 76 meter över havet och antalet invånare är 196.
Terrängen runt Miguel Alemán är mycket platt. Runt Miguel Alemán är det ganska glesbefolkat, med 34 invånare per kvadratkilometer. Närmaste större samhälle är Ciudad Mante, 19,0 km söder om Miguel Alemán. Trakten runt Miguel Alemán består till största delen av jordbruksmark.